# 茶花女 (1994年电影)
《茶花女》（波蘭語：Dama kameliowa）是一部波兰电影，上映于1994年，根据小仲马的同名小说改编。这部电影，由安娜·拉德旺、Jan Frycz、Anna Dymna主演，导演是泽基·安特科扎克。